# Esternberg
Esternberg település Ausztriában, Felső-Ausztria tartományban, a Schärdingi járásban, területe 40 km².

## Fekvése
Tengerszint feletti magassága 510 méter. Esternberg Obernzell, Vichtenstein, Sankt Roman, Münzkirchen, Schardenberg és Freinberg településekkel határos.

## Népesség
Lakosainak száma 2855 fő (2018. január 1.).